# Гранд-В'ю-он-Гадсон (Нью-Йорк)
Гранд-В'ю-он-Гадсон (англ. Grand View-on-Hudson) — селище (англ. village) в США, в окрузі Рокленд штату Нью-Йорк. Населення — 246 осіб (2020).

## Географія
Гранд-В'ю-он-Гадсон розташований за координатами 41°3′59″ пн. ш. 73°55′17″ зх. д. / 41.06639° пн. ш. 73.92139° зх. д. (41.066285, -73.921348).  За даними Бюро перепису населення США в 2010 році селище мало площу 0,46 км², з яких 0,45 км² — суходіл та 0,00 км² — водойми.

## Демографія
Згідно з переписом 2010 року, у селищі мешкало 285 осіб у 128 домогосподарствах у складі 85 родин. Густота населення становила 626 осіб/км².  Було 139 помешкань (305/км²).
Расовий склад населення:
| - 91,2 % — білих - 5,6 % — чорних або афроамериканців - 1,1 % — азіатів |

До двох чи більше рас належало 2,1 %. Частка іспаномовних становила 6,0 % від усіх жителів.
За віковим діапазоном населення розподілялося таким чином: 17,9 % — особи молодші 18 років, 55,8 % — особи у віці 18—64 років, 26,3 % — особи у віці 65 років та старші. Медіана віку мешканця становила 50,9 року. На 100 осіб жіночої статі у селищі припадало 80,4 чоловіків;  на 100 жінок у віці від 18 років та старших — 82,8 чоловіків також старших 18 років.
Середній дохід на одне домашнє господарство  становив 150 381 долар США (медіана — 126 250), а середній дохід на одну сім'ю — 181 495 доларів (медіана — 152 188). За межею бідності перебувало 1,7 % осіб, у тому числі 0,0 % дітей у віці до 18 років та 1,5 % осіб у віці 65 років та старших.
Цивільне працевлаштоване населення становило 178 осіб. Основні галузі зайнятості: освіта, охорона здоров'я та соціальна допомога — 27,0 %, науковці, спеціалісти, менеджери — 20,2 %, інформація — 11,2 %, фінанси, страхування та нерухомість — 9,6 %.